# Gheorghi Markov (halterofil)
Gheorghi Markov (în bulgară Георги Мърков; n. 12 martie 1978, Burgas, Republica Populară Bulgaria) este un halterofil ce a reprezentat Bulgaria, medaliat olimpic. A participat la o ediție a Jocurilor Olimpice (2000) în care a câștigat o medalie de argint.

## Participări
Lista de mai jos prezintă principalele competiții la care a participat Gheorghi Markov de-a lungul carierei.
- weightlifting at the 2000 Summer Olympics – men's 69 kg[*]